# Radio Service Tour Eiffel
Radio Service Tour Eiffel est une ancienne radio libre parisienne.

## Historique
Premier directeur des programmes et directeur artistique, Jacques Duchêne crée une grille de programmation où la chanson française ancienne et contemporaine prime sur les titres anglo-saxons. Mylène Farmer, Jeanne Mas, Jean-Luc Lahaye, Gérard Berliner sont ainsi régulièrement diffusés. Son émission Micro-Cravate (1 h en direct chaque jour avec une vedette) fait office de tremplin pour les artistes et les spectacles à Paris.
C'est lui qui engage les premiers animateurs de la station en 1981. Un certain nombre d'entre eux ont fait carrière. On peut ainsi citer Isabelle Quenin, qui assure la matinale : Bulles. Bernard Stéphane, spécialiste du milieu artistique. Enfin, l'émission du soir à 19 h 00 est assurée par un jeune animateur qui fait partager aux auditeurs sa passion pour la musique : Laurent Boyer.
Parmi les anciennes voix de Radio Service Tour Eiffel, Fabrice Barbier (matinales) ou Marc Malory qui anime l'émission phare de la station Colonne Morris de 16 h à 19 h. Une place importante y est accordée au jazz, ce qui est symbolisé par le générique composé à partir de grands standards du genre. Il y a aussi le jeu la Cassicaisse qui permet de gagner des cassettes vidéo. Marc Malory a par la suite animé en duo avec Stéphanie Fugain, tous les samedis matin, E Pericoloso Sporgesi depuis le restaurant Jules Verne de la Tour Eiffel.
Cette station a cessé d'émettre en 1986.

## Direction
Elle est alors dirigée par Jérôme Bellay. Celui-ci a par la suite créé et dirigé France Info. Puis il a mis en place LCI avant de redonner un second souffle à Europe 1. 

## Ancienne fréquence
- Paris : 101.4

## Annexe
- Trafic FM (Programme Escota)